# Marie de Bourbon
Marie de Bourbon, död 1387, var vasall eller regerande baronessa i baroniet Vostitsa mellan 1359 och 1370. Hon var också furstinna av Achaea och kejsarinna av latinska kejsardömet Konstantinopel 1347-1364 som gift med Robert av Taranto. 